# Emersonella angustifrons
Emersonella angustifrons är en stekelart som beskrevs av Christer Hansson 2002. Emersonella angustifrons ingår i släktet Emersonella och familjen finglanssteklar. Inga underarter finns listade i Catalogue of Life.